# Vintilă Corbul
Vintilă Corbul (n. 26 mai 1916, București, România – d. 30 ianuarie 2008, Versailles, Île-de-France, Franța), numele complet Vintilă Dumitru Corbul Economu Popescu, a fost un scriitor român contemporan și autor de scenarii de film, care s-a stabilit în Franța în 1979.

## Biografie

### În România Mare
Vintilă Corbul s-a născut la 26 mai 1916 în București și provine dintr-o familie foarte bogată. Sofia, mama acestuia, deținea acțiuni la diverse bănci și studiouri de film americane, motiv pentru care vizitele în Statele Unite ale Americii erau experiențe curente. Constantin Popescu Corbul, tatăl adoptiv al autorului, provine dintr-o mică, dar înstărită familie boierească; deținea multe proprietăți în București și în țară, o podgorie la Drăgășani și chiar un grajd cu cai de curse. Lui Vintilă Corbul i s-a sugerat de către părinți că tatăl său vitreg este de fapt tatăl natural. C.P. Corbul s-a căsătorit cu Sofia, mama lui Vintilă, după divorțul acesteia de Mihail Economu, și i-a adoptat imediat copilul. Astfel se explică numele complet al autorului: Vintilă Dumitru Economu Popescu Corbul.
Deși visa să devină ambasador, la îndemnul părinților, Vintilă Corbul urmează cursurile Facultății de Drept și devine magistrat. În paralel, pentru a-și alimenta propria pasiune, urmează Facultatea de Litere și Filozofie - secția Istorie. La doar 23 de ani, imediat după absolvirea facultății, Vintilă Corbul se angajează judecător.
Fiind un "răzvrătit", se căsătorește cu Ana Stoenescu, fata unui simplu muncitor.
Vintilă Corbul a fost, în al II-lea Război Mondial, locotenent de artilerie antiaeriană și, ulterior, pilotul comandantului forțelor aeriene române.

### După cel de-al doilea război mondial
După război, toate proprietățile familiei sunt confiscate. Vintilă Corbul și familia sa sunt evacuați și forțați să locuiască în bucătăria unui imobil șubrezit, într-una din cele patru camere locuite de patru familii. Diplomele sale nu mai sunt „valabile”; este exclus din magistratură din cauza originii sale burgheze și a arestării tatălui său de către comuniști. Ocupă un post de bibliotecar, la o bibliotecă de cartier, dar este dat afară din aceleași motive, după numai 6 luni. Vintilă Corbul, licențiat în istorie și magistrat, ajunge muncitor necalificat și, ulterior, inginer la ICAB (Întreprinderea Canal și Apă București), unde lucrează aproape 15 ani. La scurt timp, Ana Stoenescu divorțează și fuge cu un evreu bogat, în Los Angeles.
Câțiva ani mai târziu se căsătorește cu Ioana Sân-Giorgiu, fiica scriitorului legionar Ion Sân-Giorgiu, ce  fusese judecat și condamnat la moarte de regimul comunist. Ioana Sân-Giorgiu a fost dată afară de la Conservatorul de Arte Dramatice și se vede obligată să se angajeze muncitoare necalificată într-o fabrică de cuțite. Pentru a-și completa modestul venit, tânăra familie începe să traducă opere literare din limbile franceză și engleză.
Din cauza condițiilor grele de muncă, Vintilă Corbul se îmbolnăvește de tuberculoză oculară, intră în concediu medical și rămâne acasă. În perioada de aproape 2 ani în care își tratează boala, începe din nou să scrie la aproape 30 de ani de la apariția ultimului său roman. Idolii de aur - Dinastia Sunderland-Beauclair (3 volume) dă startul succeselor, cartea fiind editată mai târziu în franceză și poloneză. Din acel moment nu a mai fost nevoit să se angajeze.
În timp ce scria Căderea Constantinopolelui, cartea ce îl va lansa definitiv, Vintilă Corbul primește o lovitură foarte puternică. Soția sa, Ioana, moare răpusă de cancer la numai 35 de ani, iar autorul este marcat definitiv și nu se mai căsătorește niciodată.
Vintilă Corbul a părăsit ilegal România în 1979, în plină glorie, împreună cu Eugen Burada.
S-au mutat într-un mic orășel lângă Paris, iar Vintilă Corbul a locuit până la moarte în același loc în care s-a stabilit. Multe dintre titlurile sale au fost editate în franceză, poloneză, rusă, arabă.

## Opera
A început să scrie încă din adolescență. „Babel Palace” este scris la 16 ani și „Sclavii pământului” este al doilea roman scris de Vintilă Corbul, la numai 18 ani, ... și ultima carte publicată înainte de a fi trecut de către comuniști pe lista scriitorilor interziși.
Căderea Constantinopolului este creația cu cel mai mare succes al lui Vintilă Corbul și, totodată, cea mai vândută carte din beletristica românească, numai la primul tiraj având vânzări de 192.000 de exemplare. A fost editată în franceză, greacă, arabă, iar în Franța a fost difuzată și sub formă de teatru radiofonic.
„Cenușă și orhidee la New York” este prima carte apărută cu semnăturile Vintilă Corbul și Eugen Burada și pune bazele unei colaborări de aproape 29 de ani. 
A scris scenariile filmelor Un comisar acuză (1974), Revanșa (1978), Nea Mărin miliardar (1979) și Duelul (1981) - filme regizate de Sergiu Nicolaescu. Un clasament realizat de Uniunea Autorilor și Realizatorilor de Film din România arată că „Nea Mărin miliardar” este cel mai vizionat film românesc din toate timpurile. Pelicula a fost vizionată de nu mai puțin de 14,6 milioane de români și are, de departe, cea mai mare cotă de popularitate în rândul telespectatorilor ultimelor două generații.

### Opera literară

Vintilă Corbul împreună cu colectivul de editare (de la Adevărul Holding) al operei sale complete

- Moarte și portocale la Palermo, cu Eugen Burada
- Cenușă și orhidee la New York, cu Eugen Burada
- Cavalcadă în iad, - 2 volume, închinate tatălui autorului, Generalul Constantin P. Corbul și participării României la cel de-al Doilea Război Mondial
- Căderea Constantinopolelui - 2 volume
- Dinastia Sunderland - Beauclair - Idolii de aur - 3 volume
- Asediul Romei 1527 - 2 volume
- Dinastia Sunderland - Beauclair 2 - Păsări de Pradă - 3 volume
- Uragan asupra Europei, cu Eugen Burada
- Salvați-mă! Sunt miliardar
- Sclavii pământului
- Babel Palace
- Roxelana și Soliman, cu Eugen Burada
- Oameni în Rolls-Royce, cu Eugen Burada
- Iubirile imposibile ale lui Petronius
- Casa din Cherry Street
- Hollywood - infernul viselor
- Groaza vine de pretutindeni, cu Eugen Burada
- Sunt regele Franței! Regele Soare!
- Împărateasa fără coroană
- Calea ducesei, cu Eugen Burada
- Plângi, plângi, balalaikă, cu Eugen Burada
- Atenție! Los Angeles va sări în aer
- Mafia și miliardarii
- Extaz, moarte și rock'n roll
- Miliarde și picioare lungi

Sursa - Prefață la Opere Complete, Colecția Adevarul, București, 2007

### Scenarii de film
- Un comisar acuză (1974) - în colaborare cu Sergiu Nicolaescu, Eugen Burada și Mircea Gândilă
- Revanșa (1978) - în colaborare cu Sergiu Nicolaescu, Eugen Burada și Mircea Gândilă
- Nea Mărin miliardar (1979) - în colaborare cu Eugen Burada și Amza Pellea[4]
- Duelul (1981) - în colaborare cu Sergiu Nicolaescu și Eugen Burada
- Miliarde și picioare lungi, ultimul său scenariu, după cartea omonimă, încă neecranizat

## Premii și distincții
- Ordinul Meritul Cultural[5] în grad de Ofițer (2004)